# بيلي غراي
بيلي غراي (بالإنجليزية: Billy Gray)‏ (24 مايو 1927 في المملكة المتحدة - 11 أبريل 2011 بنوتنغهام في المملكة المتحدة) هو مدرب كرة قدم ولاعب كرة قدم بريطاني في مركز الوسط. لعب مع تشيلسي ونادي بيرنلي ونادي ليتون أورينت ونادي ميلوول ونوتينغهام فورست.

## وصلات خارجية
- بيلي غراي على موقع قاعدة بيانات كرة القدم.إي يو (الإنجليزية)
- بيلي غراي على موقع Soccerbase.com (لاعب) (الإنجليزية)
- بيلي غراي على موقع Soccerbase.com (مدرب) (الإنجليزية)